# Oxalis melanograpta
Oxalis melanograpta är en harsyreväxtart som beskrevs av Salter. Oxalis melanograpta ingår i släktet oxalisar, och familjen harsyreväxter. Inga underarter finns listade i Catalogue of Life.